# 2-Ethyl-2-oxazolin
2-Ethyl-2-oxazolin (EtOx) ist ein 2-Oxazolin-Derivat und ein cyclischer Imidsäureester. Die Verbindung findet Verwendung insbesondere als Monomer zur kationischen ringöffnenden Polymerisation zu Poly(2-alkyloxazoline)n, die als gut wasserlösliche und biokompatible Materialien für biomedizinische Anwendungen untersucht werden.

## Herstellung

### Aus Propionsäure und -derivaten
Aus Carbonsäuren, Carbonsäureestern, Carbonsäureamiden und Nitrilen sind mit 2-Aminoalkoholen durch Erhitzen auf 200 °C unter Dehydratisierung die entsprechenden N-(2-Hydroxyalkyl)carbamide zugänglich, die bei weiterem Erhitzen auf 260–280 °C unter erneuter Wasserabspaltung in 2-Alkyl-2-oxazoline übergehen.
So wird aus Propionsäure und Monoethanolamin (MEA) zunächst N-(2-Hydroxyethyl)propionamid in 74%iger Ausbeute gebildet, das in ca. 75%iger Ausbeute zu 2-Ethyl-2-oxazolin dehydratisiert werden kann.
Weniger drastische Reaktionsbedingungen erfordert die Dehydratisierung des N-(2-Hydroxyethyl)propionamids im Vakuum in Gegenwart von Eisen(III)-chlorid, das Produkt in 90%iger Ausbeute liefert.
Noch höhere Ausbeuten von 96,2 % werden durch Erhitzen mit Zinkacetat-Dihydrat erzielt.
Eine als Eintopfreaktion ökonomische Route ist das Erhitzen des Salzes der Propionsäure mit Ethanolamin auf 200 °C im Vakuum in Gegenwart von Zinkchlorid-dihydrat, die 2-Ethyl-2-oxazolin in einer Ausbeute von 82 % liefert. Reines 2-Ethyl-2-oxazolin kann aus dem wasserhaltigen Destillat durch Extraktion mit Diethylbenzol und anschließende Destillation isoliert bzw. durch Destillation mit Diethylphosphit oder Dimethyldichlorsilan gereinigt und bis auf einen Restwassergehalt von 10 ppm getrocknet werden.
Eine weitere Eintopfreaktion ist die dreistufige Umsetzung von Propionsäure mit 2-Aminoethanol zum 2-Hydroxyethylamid, das mit Borsäure bei 130 °C zum Borsäureester reagiert, der bei 280 °C in 92%iger Ausbeute zum 2-Ethyl-2-oxazolin thermolysiert wird.
Das aus Propionsäure und Thionylchlorid erhaltene Propionylchlorid bildet mit MEA in Gegenwart von z. B. Pyridin als Säurefänger N-Propionyl-2-aminoethanol, das mit weiterem Thionylchlorid unter Bildung des 2-Chlorethylamids reagiert. Mit dem Chloridion als besserer Abgangsgruppe wird diese Zwischenstufe durch Erhitzen einfacher zum Oxazolin cyclisiert. Wegen der Neigung von Oxazolinen zur Ringöffnung durch Chloridionen bei Protonierung des Imin-Stickstoffs muss unter Wasserausschluss gearbeitet werden.
Die direkte Umsetzung von Propanoylchlorid mit 2-Chlorethylamin-hydrochlorid in Gegenwart von Triethylamin vermeidet die Entstehung von Wasser.

### Aus Propionaldehyd
Propionaldehyd reagiert mit 2-Aminoethanol in tert-Butanol in Gegenwart des Iodierungsreagenzes 1,3-Diiod-5,5-dimethylhydantoin (DIH) und Kaliumcarbonat zu 2-Ethyl-2-oxazolin.

## Eigenschaften
2-Ethyl-2-oxazolin ist eine gut wasserlösliche, aminartig riechende, farblose Flüssigkeit, die auch in einer Vielzahl von organischen Lösungsmitteln löslich ist. Wässrige Lösungen reagieren alkalisch. Die Verbindung ist im Alkalischen stabil und hydrolysiert unter Säureeinwirkung.

## Anwendungen
In wasserfreier Form findet 2-Ethyl-2-oxazolin im Wesentlichen Anwendung als Monomer.
Die kationische ringöffnende Polymerisation von 2-Ethyl-2-oxazolin wird durch Alkylierung mit z. B. Methyltosylat oder Triflaten (insbesondere Methyltriflat) initiiert und führt zu dem wasserlöslichen Poly(2-ethyl-2-oxazolin), das ein N-propionylsubstituiertes lineares Polyethylenimin darstellt und auch als Pseudo-Polypeptid aufgefasst werden kann.
Die Polymerisation von EOx kann auch als lebende kationische Polymerisation ausgeführt werden.
Copolymere mit anderen 2-Alkyl-2-oxazolinen und anderen  Monomeren erlauben die Darstellung von statistischen Copolymeren und Blockcopolymeren.
Die erhaltenen Copolymeren können als biokompatible Wirkstoffträger (engl. drug carrier), in Beschichtungen und Klebstoffen sowie in vielen anderen Anwendungen eingesetzt werden.
Die Abspaltung der Propionylgruppe von Poly(2-ethyl-2-oxazolin) liefert lineares Polyethylenimin.